# Antony
Antony este un oraș în Franța, sub-prefectură a departamentului Hauts-de-Seine, în regiunea Île-de-France.
Antony este o comună în departamentul Hauts-de-Seine, Franța. În 2009 avea o populație de 61,393 de locuitori.